# فدریکو مورتی (بازیکن فوتبال، زاده ۱۹۹۴)
فدریکو مورتی (انگلیسی: Federico Moretti؛ زادهٔ ۱۶ سپتامبر ۱۹۹۴) بازیکن فوتبال اهل ایتالیا است.